# Newbury (Vermont)
Pour les articles homonymes, voir Newbury.
Newbury est une ville dans le Comté d'Orange (Vermont), États-Unis. La population était de 1 955 habitants lors du recensement de 2000. Newbury comprend les villages de Newbury, Newbury Centre, West Newbury, Newbury Sud, Boltonville, Peach Four Corners et Wells River.

## Histoire
Situé à Great Oxbow, un grand Méandre du fleuve Connecticut, adjacent à un vaste plateau  fertile, la région a été un endroit favori des Indiens. Les rivières regorgeaient de saumon et de truites. Avant la colonisation européenne, la zone de Newbury était l'emplacement d'un village appelé Cowass, Coös ou Cowassuck de la tribu Pennacook.  Cowass en Abénaquis est Coo-ash-auke, qui signifie « Place des pins » et est aussi un nom général, que ces peuples ont donné à la région  de la vallée du haut fleuve Connecticut, de la rivière Coaticook au sud de la Nouvelle-France. De l'autre côté du fleuve, le comté de Coös rappelle les origines de cette région et sa vaste étendue.

## Guerres Intercoloniales
La vallée du fleuve Connecticut fut un lieu de passage pendant les différentes Guerres intercoloniales; le Fort Dummer et le Fort no 4, aujourd'hui Charlestown, New Hampshire, furent construits plus au sud pour contrer les attaques venant d'Odanak sur la rive de la Rivière Saint-François. Un avant-poste nomme Fort Wentworth fut construit  du côté est du fleuve Connecticut à quelques kilomètres plus au nord. Après la Guerre de Sept Ans, les colons anglais se sont installés dans la vallée et la ville fut fondée  vers 1762 . La ville a été le terminus sud de la route militaire de Bayley Hazen, commencée par Bayley en 1760 et qui fut ensuite continuée jusqu'en 1779 par le Colonel Moses Hazen. Pendant ce temps, les agriculteurs pionniers devaient porter leur grain 97 kilomètres en canot à Charlestown, New Hampshire, pour la faire moudre en farine.   Une des concessions (grants) accordée au New Hampshire, Newbury fut créé par le gouverneur Benning Wentworth le 18 mars 1763 au général Jacob Bayley et 74 autres, certains de Newbury, Massachusetts. Durant la Révolution américaine, la région fut active et le colonel Timothy Bedel y commanda une forces de miliciens et de rangers. En 1859, quand la population était de 2,984, Newbury comptait deux moulins, en plus d'un moulin à papier et le moulin à vapeur. La principale industrie, cependant, le long des prairies alluviales était l'élevage bovins et de moutons.